# هوبيرت ماورر
هوبير ماورر (بالألمانية: Hubert Maurer)‏ هو رسام نمساوي، ولد في 10 يونيو 1738 في Lengsdorf ‏ في ألمانيا، وتوفي في 10 ديسمبر 1818 في فيينا في النمسا.